# Ceratispa loriae
Ceratispa loriae es un coleóptero de la familia Chrysomelidae.
Fue descrita científicamente en 1895 por Gestro.